# 8849 Брайтон
8849 Брайтон (8849 Brighton) — астероїд головного поясу, відкритий 15 листопада 1990 року.
Тіссеранів параметр щодо Юпітера — 3,251.